# Elche CF
Elche CF (celým názvem Elche Club de Fútbol) je španělský fotbalový klub z města Elche. Založen byl roku 1923. Domácí zápasy hraje na stadionu Estadio Manuel Martínez Valero s kapacitou 36 500 míst. Klubové barvy jsou bílá a zelená.
Elche CF vyhrál v sezoně 2012/13 Segunda División a tím pádem postoupil do Primera División. V sezóně Primera División 2014/15 obsadil v lize 13. místo, avšak byl kvůli dluhům přeřazen do druhé ligy Segunda División, místo něj se v nejvyšší lize udržel tým SD Eibar.

## Úspěchy
- Segunda División – 2× vítěz (1958/59, 2012/13)[2]